# Festival del Orgullo de Auckland
El Festival del Orgullo de Auckland (en inglés: Auckland Pride Festival) es un festival anual que se celebra en Auckland, Nueva Zelanda. Comenzó en 2013 y es el Festival del Orgullo LGBT más grande de Nueva Zelanda. El festival también reúne una serie de otros festivales y eventos de apoyo a la comunidad queer en Auckland. Incluyen el Festival Same But Different, los Proud Centres del Consejo de Auckland, Ending HIV NZ Big Gay Out, Festival F.I.N.E, Heroic Gardens (hasta 2019) y Bear Week New Zealand (hasta 2019). Junto con el festival anual, Auckland Pride también alberga "The Queer Agenda", un programa de eventos de un año que permite a las personas probar el orgullo fuera de las fechas del festival.

## Historia

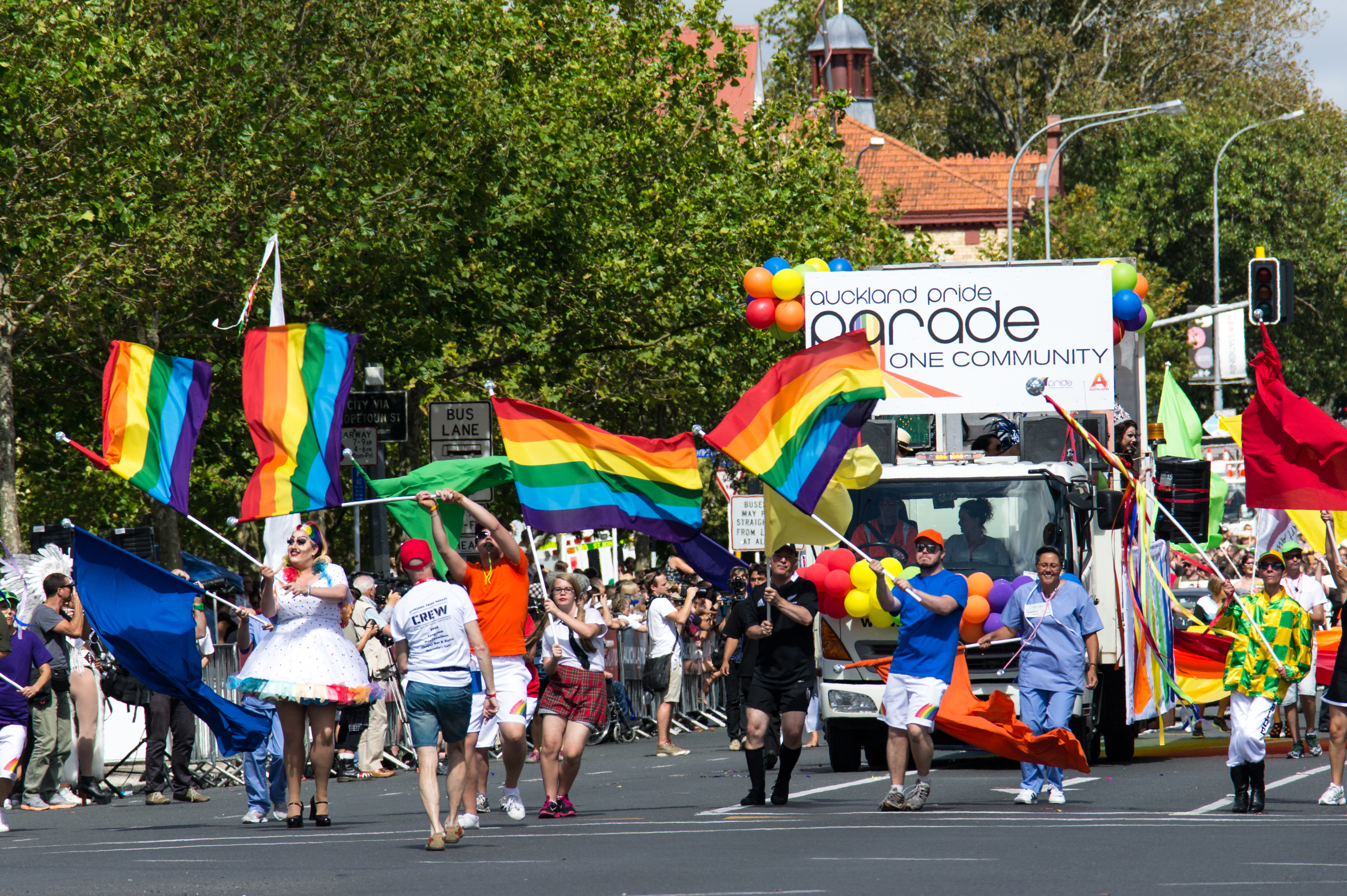
Marcha del Orgullo de Auckland de 2013.

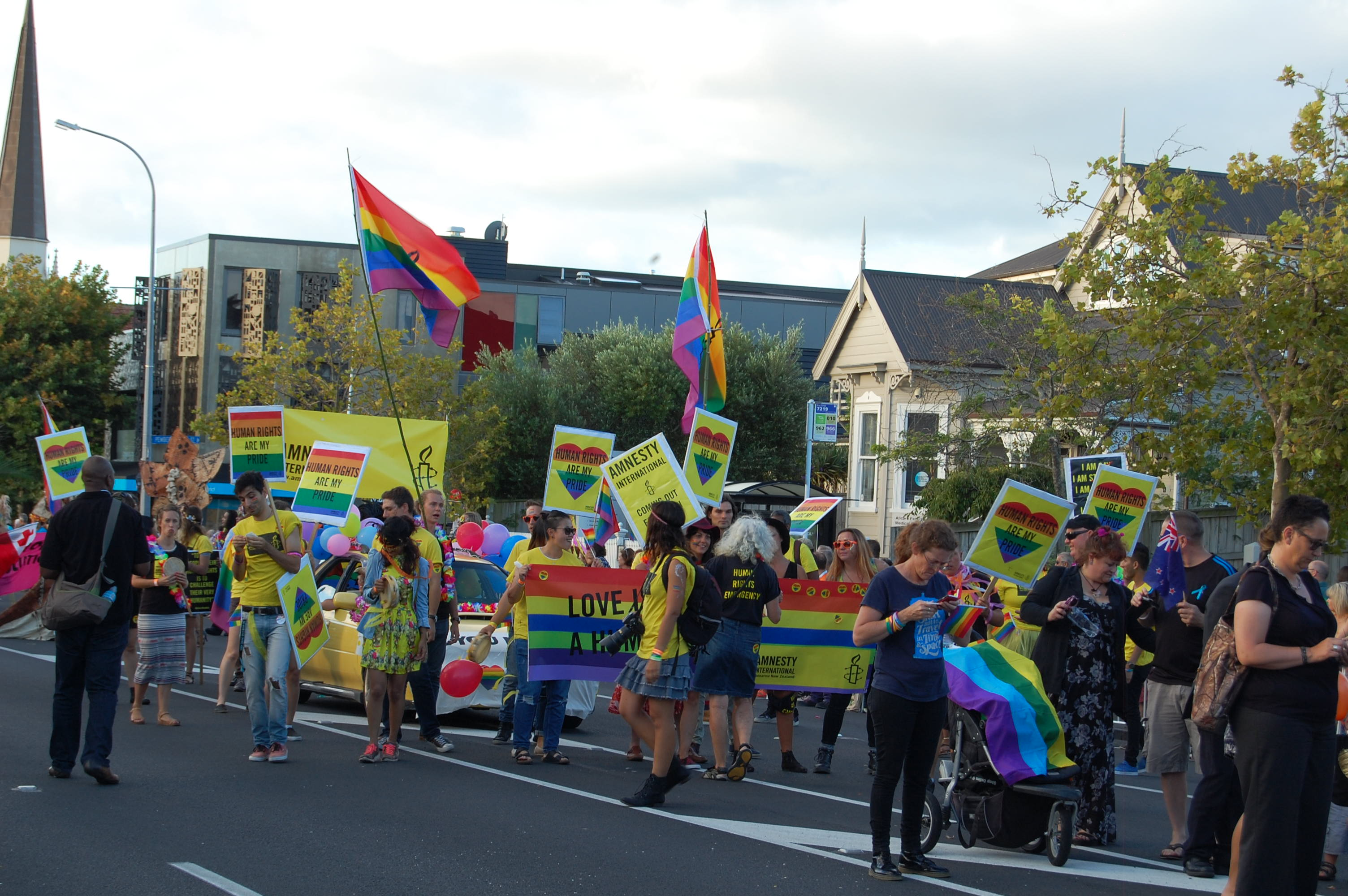
Activistas LGBT durante la edición de 2016 de la Marcha del Orgullo de Auckland.

El Festival del Orgullo de Auckland se inició en 2013 por Julian Cook, el director inaugural del festival. En 2013, el festival tuvo más de 40 eventos repartidos por Auckland.
En 2018, el festival creció a más de 80 eventos en el festival y 70 carrozas en el desfile. En ese mismo año, Jacinda Ardern se convirtió en la primera primera ministra de Nueva Zelanda en desfilar en la Marcha del Orgullo de Auckland.
El Festival del Orgullo de Auckland de 2020 tuvo 154 eventos. Los Proud Centres del Ayuntamiento de Auckland agregaron 81 eventos al festival y ofrecieron el uso gratuito del lugar del ayuntamiento a los grupos que deseen tener un evento en el Festival del Orgullo de Auckland. La Serie Hauora de la Fundación contra el sida de Nueva Zelanda (Ending HIV) otorgó fondos para eventos en el Festival del Orgullo de Auckland que "se centró en mejorar el bienestar de diversas comunidades arcoíris", agregando 18 eventos al festival. La iniciativa Pride & Spark Empowerment de Spark New Zealand ayudó a financiar 16 eventos.
El Festival del Orgullo de Auckland de 2021 fue el primero denominado oficialmente como «Mes del Orgullo de Auckland», con fechas ampliadas de las dos semanas y media generales a todo el mes (3-28 de febrero de 2021). El Festival de 2021 bajo el lema 'Karanga Atu, Karanga Mai' reunió a 75 796 personas, con 203 eventos. Más de 9000 personas participaron en la Marcha del Orgullo de 2021.
En junio de 2021, el Auckland Pride Festival también anunció The Queer Agenda, un programa de eventos del orgullo durante todo el año. El propósito de esto es "[crear] una plataforma para que los organizadores de eventos promuevan sus eventos de marzo a diciembre, y crear un calendario unificado para que nuestra comunidad y los visitantes queer de Auckland se conecten y experimenten lo mejor que Tāmaki Makaurau tiene para ofrecer".

### Presencia de policías
En 2015, se formó el grupo activista People Against Prisons Aotearoa (entonces conocido como No Pride in Prisons) para protestar por la participación de la policía y el Departamento Correccional de Nueva Zelanda en el Desfile y Festival del Orgullo de Auckland. People Against Prisons Aotearoa citó las condiciones que enfrentan las personas transgénero en las cárceles y los prejuicios sistémicos que tiene la policía como razones por las que no deben participar en el festival.
En la Marcha del Orgullo de 2015, uno de los manifestantes resultó herido durante un altercado con el personal de seguridad. En 2016, No Pride in Prisons detuvo el desfile con una protesta proveniente del extremo opuesto de Ponsonby Road para chocar con la marcha. Esta protesta fue nuevamente por los derechos de las personas transgénero en las cárceles.
En 2017, la junta prohibió al Departamento Correccional de Nueva Zelanda participar en el desfile porque no cumplió con sus promesas de mejorar el apoyo a los presos queer. La junta trabajó junto con el Departamento Correccional y la comunidad para implementar cambios dentro del sistema penitenciario para los presos homosexuales debido a las protestas anteriores que ocurrieron en 2015 y 2016.
En 2019, la Junta del Orgullo de Auckland tomó la decisión después de una serie de hui (reuniones) comunitarias de no permitir que la policía marchara con su uniforme para el Desfile del Orgullo de Auckland de 2019. Esta decisión fue controvertida y varios patrocinadores retiraron el apoyo financiero en respuesta, incluidos Vodafone, NZME, ANZ, BNZ, Westpac, Fletcher Building y SKY City. En respuesta a este retiro, quienes apoyaron la decisión de la Junta crearon una página de microfinanciación, que recaudó $30 468,40. Algunos de los que se opusieron a la decisión de la Junta firmaron una moción de censura y pidieron una SGM. Esta moción fue rechazada en una reunión extraordinaria realizada el 6 de diciembre de 2018.

### Protestas
En 2014, los manifestantes se manifestaron contra la presencia de la embajada de Israel en el desfile.
En 2018, activistas TERF interrumpieron el desfile con un cartel que decía "dejen de dar hormonas sexuales a los niños, protejan a las jóvenes lesbianas". Después de un rato, el personal del desfile les pidió que se movieran.

## Eventos organizados

### Tuwheratanga
El Festival del Orgullo de Auckland comienza oficialmente en su Ceremonia del Amanecer, donde se realiza un karakia y la llamada de kaikaranga y pūtātara. Se llevó a cabo en Western Park en Ponsonby Road en 2017 y 2018, luego pasó a Te Takaranga Āniwaniwa para el Festival de 2020 y se llevó a cabo en la Plaza Aotea. El nombre se cambió a Tuwheratanga para el festival de 2021 y se llevó a cabo en la cima de Maungawhau/Monte Eden. Esto se conocía anteriormente como la Ceremonia del Amanecer del Orgullo de Auckland y Te Takaranga Āniwaniwa.

### Marcha del orgullo

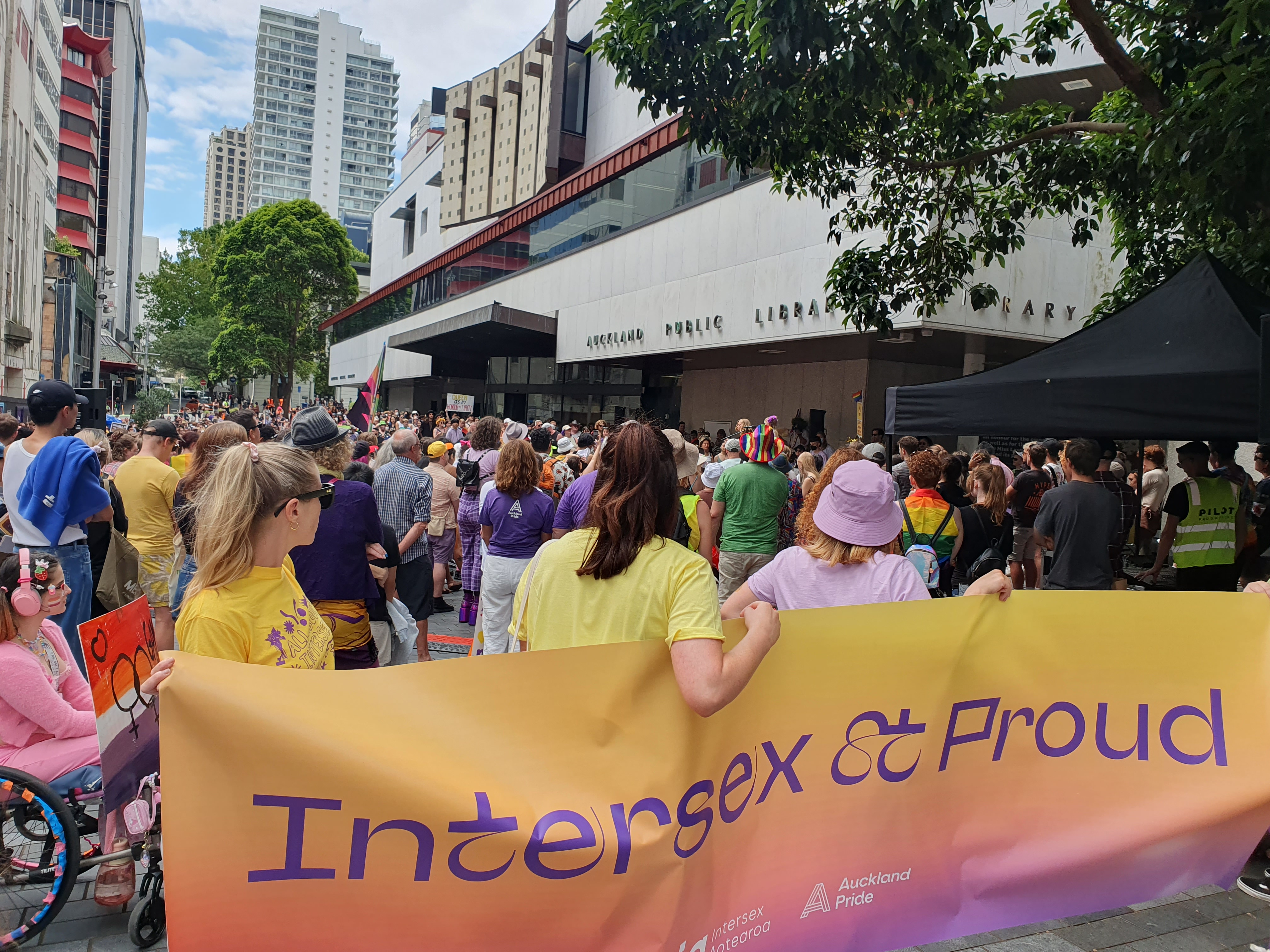
La Marcha del Orgullo de Auckland de 2023 llamó a celebrar a las personas intersex.

La marcha del orgullo inicialmente se ubicaba —al igual que el Hero Parade que se llevó a cabo hasta 2001— en Ponsonby Road hasta 2019, cuando el Festival del Orgullo de Auckland cambió su enfoque a llamados a la acción que benefician la interseccionalidad de la comunidad arcoíris. Los desfiles de 2019 y 2020 se convirtieron en OurMarch, que ahora comienza en Albert Park, Auckland y concluye en la Plaza Aotea. La marcha continúa por esta ruta, pero ahora se llama simplemente Marcha del Orgullo de Auckland. Esto se conocía anteriormente como Auckland Pride Parade y OurMarch.

### Fiesta del orgullo
Pride Party (anteriormente conocida como PROUD entre 2013 y 2019, y OurParty en 2019 y 2020) es la fiesta de clausura del Festival del Orgullo de Auckland y se lleva a cabo después de la Marcha del Orgullo. Las actuaciones notables incluyen Courtney Act y Le1f.